# Tania Cagnotto
Tania Cagnotto   (Bozen, 15 de maig de 1985) és una saltadora especialitzada en trampolí. És la primera saltadora italiana en guanyar una medalla en un Campionat Mundial. És membre de la Federazione Italiana Nuoto, i és patrocinada pel GN Fiamme Gialle – Bolzano Nuoto.

## Biografia
Va néixer a Bolzano, filla de Giorgio Cagnotto, guanyador de quatre medalles olímpiques en salts durant els anys setanta i vuitanta, i Carmen Casteiner, també saltadora italiana. Aquests fets van fer que Tania comencés amb només set anys a practicar l'esport.

### Etapa Júnior (1999-2003)
Tania va ser una saltadora molt precoç, ja que als 14 anys, debutant en una competició internacional (els Europeus Júnior d'Aquisgrana), va aconseguir la medalla d'or en la plataforma i la dels tres metres trampolí. En el mundial de Pardubice (República Txeca), al mateix any, va aconseguir l'or en la plataforma i l'argent en les dues altures del trampolí.
A l'europeu de Istanbul del 2000 va fer-se amb l'or europeu en el trampolí de 3 m, individual i sincronitzat, i en la plataforma. També es va endur el bronze en el trampolí d'un metre. En els mundials júnior de Calgary va aconseguir l'or en la plataforma i en el trampolí de 3 m, i la plata en el d'un metre. El 2000 també va ser l'any del seu debut en les proves de categoria absoluta. En l'europeu de Hèlsinki va quedar 11a en el trampolí 1 metre i en el trampolí de 3 m va quedar 7a en la prova individual i 5a en la sincronitzada. Va aconseguir classificar-se per les olimpíades de Sidney 2000 on va passar la prova classificatòria amb 259.74 punts però va ser eliminada a les semifinals, ja que la puntuació total que va obtenir va ser de 466.29 en 18a posició.
En l'europeu junior de La Valletta de 2001 aconsegueix un or pel trampolí de 3 metres, una plata per la plataforma i un bronze pel trampolí d'un metre. Aquest any també va ser el seu debut en un mundial absolut, el de Fukuoka, quedant 23a en la plataforma i 6a en el trampolí de 3 metres.
L'any 2002 suposa un punt d'inflexió en la seva carrera;, ja que a part de fer uns brillants mundials júnior emportant-se 1 or en el trampolí de 3 m; dues plates, al trampolí d'1 m i en la plataforma; i una quarta plaça als sincronitzats de 3 m; aconsegueix les seves primeres medalles absolutes a l'europeu de Berlín 2002. En aquest campionat va aconseguir la medalla d'argent en la plataforma, i en trampolí sincronitzat amb Maria Marconi, el bronze.
El 2003 va ser el seu últim any com a júnior, i va tancar etapa en els europeus de la categoria, a Edimburg. En totes les proves individuals va acabar en primera posició, i en els sincronitzats de 3 m en una cinquena posició. També va participar en els mundials absoluts disputats a Barcelona on va aconseguir una 11a posició en la plataforma i una 13a al trampolí de 3 m, que va permetre la seva classificació pels jocs d'Atenes 2004. Al desembre de 2003 s'allistà a la Guardia di Finanza de les forces armades italianes.

### Camí a Pequín (2004-2008)
Aquesta primera etapa absoluta manté dins del seu programa els salts de plataforma, on aconsegueix millors resultats que en el trampolí.
A l'europeu de Madrid de 2004, queda primera en la prova de plataforma i tercera en la prova del metre de trampolí. A les olimpíades aconsegueix classificar-se per la final de la plataforma i del trampolí, on quedarà vuitena en ambdós casos amb 518.67 i 550.38 punts respectivament. El juny de 2004 es gradua en comunicació esportiva al Liceo della Comunicazione "G.Toniolo" i a finals de setembre supera l'examen pel grau final de finanziere.
El 2005 durant el mundial de Mont-real, participa en la prova de plataforma, on quedarà desena i aconsegueix un bronze en la prova de tres metres trampolí, convertint-se en la primera italiana a aconseguir-ho. El 2006, és un any de canvis, ja que es trasllada a entrenar a Houston, (EUA) i es matricula a la mateixa universitat per estudiar ciències de la nutrició. Durant la seva etapa a Houston, participa en el campionat americà de salts i obté el títol de saltadora de l'any. Tot i això els mètodes d'entrenament no s'acaben d'adaptar a les seves necessitats i decideix tornar a Itàlia on serà entrenada pel seu pare Giorgio Cagnotto.
Les conseqüències de la seva etapa americana encara es fan paleses en l'europeu de Budapest, ja que no s'enduu cap metall, quedant quarta en els 3 m trampolí i 9a a la plataforma.
L'any 2007 durant el mundial de Melbourne revalida el bronze aconseguit dos anys abans i en la plataforma acaba 13a i aconsegueix plaça pels jocs olímpics de Pequín. Durant el 2008 els entrenaments amb el seu pare segueixen donant fruits sobretot en la plataforma, on obté l'or i el bronze en els sincronitzats en els campionats europeus de 2008 a Eindhoven. En canvi, en el trampolí no aconsegueix imposar-se com a medallista mundial que és i queda 4a en l'alçada de 3 m. En les olimpíades queda 5a en el trampolí de 3 m amb una puntuació de 349.20 i en plataforma acaba en 13a posició, no podent-se classificar per a la final.
A finals de 2008 Tania decideix abandonar la plataforma, per centrar-se en la modalitat de trampolí i comença amb una nova parella pels salts sincronitzats, Francesca Dallapé.

### Camí a Londres (2009-2012)

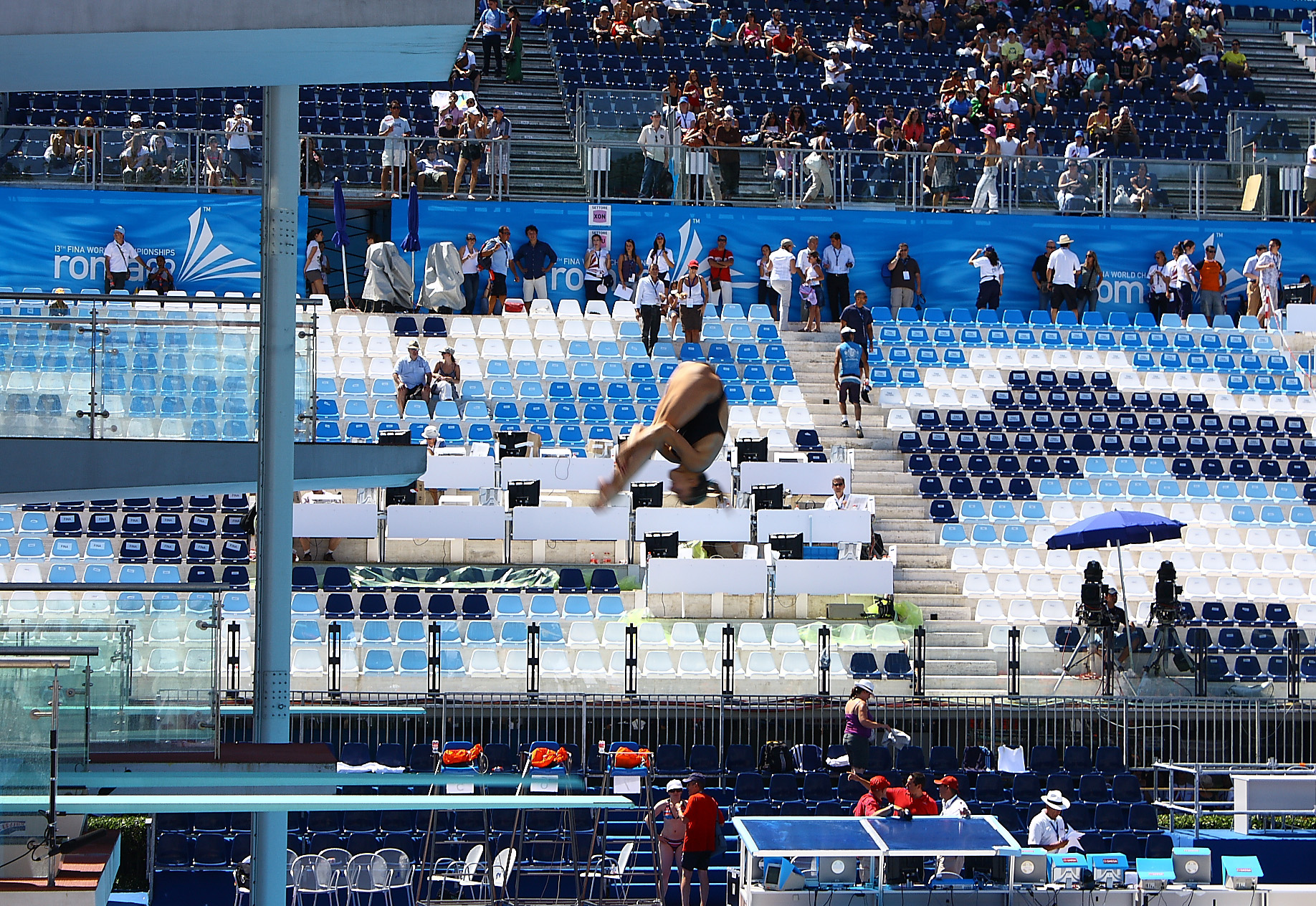
Tania Cagnotto fent un salt al Mundial de 2009 al trampolí de 3m.

Aquesta renúncia a la plataforma, dona molt bons resultats i és la sorpresa al europeu de salts de 2009 a Torí, ja que aconsegueix els tres de la modalitat de trampolí igualant el rècord del rus Dimitri Sautin. Vista l'actuació als europeus, l'expectació pel que farà als mundials de Roma és molt alta i no decep.; Revalida per tercera vegada consecutiva el bronze en els tres metres, aconsegueix l'argent en els sincronitzats, per primera vegada en la història d'Itàlia, i fa quarta en el trampolí d'1 metre.
L'any 2010 va a l'europeu de Budapest sent la favorita i queda primera en els sincronitzats i en el trampolí 1 m. En canvi al trampolí de 3 m es desconcentra i acaba sisena.
El 2011 l'inicia a Austràlia, fent un stage de dos mesos, entrenant amb en Salvador Sobrino, seleccionador de l'equip australià. Al europeu de salts de 2011 demostra que segueix en molt bon nivell i revalida per tercera vegada consecutiva l'or pel metre i el sincronitzat. També recupera posicions en els 3 m i acaba tercera enduent-se un bronze. Pocs mesos abans del mundial de Xangai pateix un accident de trànsit, que li fractura l'escafoides del canell esquerre, però amb una intensa rehabilitació aconsegueix participar en el mundial i endur-se el bronze en el trampolí del metre. Al arribar també a les finals de 3 metres individuals i sincronitzats li van permetre tenir plaça olímpica pels jocs olímpics de Londres.
Pel 2012 es marca com a objectiu aconseguir una medalla olímpica i es prepara específicament. Els resultats es comencen a notar quan queda de les primeres de la sèrie mundial, i es confirmen les bones sensacions en el europeu d'Eindhoven, on amb Dallapé aconsegueix l'or en els tres metres trampolí sincronitzats i l'argent en el metre individual. Als jocs olímpics però, es queda a pocs punts del bronze tant en els tres metres individual com en els sincronitzats. Aquesta gran decepció fa que es plantegi una retirada, però al final decideix seguir endavant.

### Camí a Rio (2013-actualitat)
El 2013 el planifica amb més calma, i tot i això aconsegueix mantenir l'hegemonia en els europeus de europeu de salts de 2013 en les proves del metre i dels sincronitzats i aconsegueix l'argent en els 3 metres individuals. La diferent planificació segueix donant fruits, i en el mundial de Barcelona es fa amb dos argents més, en els sincronitzats i el metre individual. Durant el 2013 va participar en el talent show "Altrimenti ci arrabbiamo".
El 2014 segueix la mateixa tònica que l'any anterior, i com a objectiu de la temporada l'europeu de Berlín 2014, on segueix amb la seva tònica habitual, aconseguint l'or en el metre i els sincronitzats i l'argent en els 3 metres trampolí individual. Després del campionat rep de la LEN el premi com a millor saltadora europea juntament amb Patrick Hausding. A la tardor el ritme canvia i comença un període de formació i d'experimentació per millorar la sèrie de salts. Als inicis de la sèrie mundial els canvis no donen gaires bons resultats, però en el europeu de salts de 2015, Tania torna a guanyar els tres ors tornant a igualar el rècord de Dimitri Sautin i amb la seguretat d'aconseguir plaça olímpica. Les alegries no acaben aquí, ja que durant el en el campionat del món de Kazan va guanyar la seva primera medalla d'or en un mundial en el trampolí d'un metre i també es va fer amb el bronze en els 3 m trampolí sincronitzat femení i en la nova modalitat de sincronitzats mixtes.

## Palmarès
Al llarg de la seva extensa carrera Cagnotto ha acumulat un total de 56 medalles en proves internacionals: (Actualitzat 03/08/2015)
| Palmarès        | Or | Plata | Bronze | Total |
| Mundials        | 1  | 3     | 6      | 10    |
| Europeus        | 20 | 5     | 4      | 29    |
| Mundials Júnior | 4  | 5     | 0      | 9     |
| Europeus Júnior | 9  | 1     | 2      | 12    |
| Total           | 34 | 14    | 12     | 60    |

A més a més, ha rebut altres premis i condecoracions:
- Jocs Mundials Militars: Bronze a la prova d'un metre trampolí.
- Campionats italians: Té un total de 46 títols, 12 en el trampolí 1 m, 17 en el de 3 m, 12 en els sincronitzats de 3 m i 5 en la plataforma.
- Atleta del Tirol 2010.[8]